# Skryte Korycisko

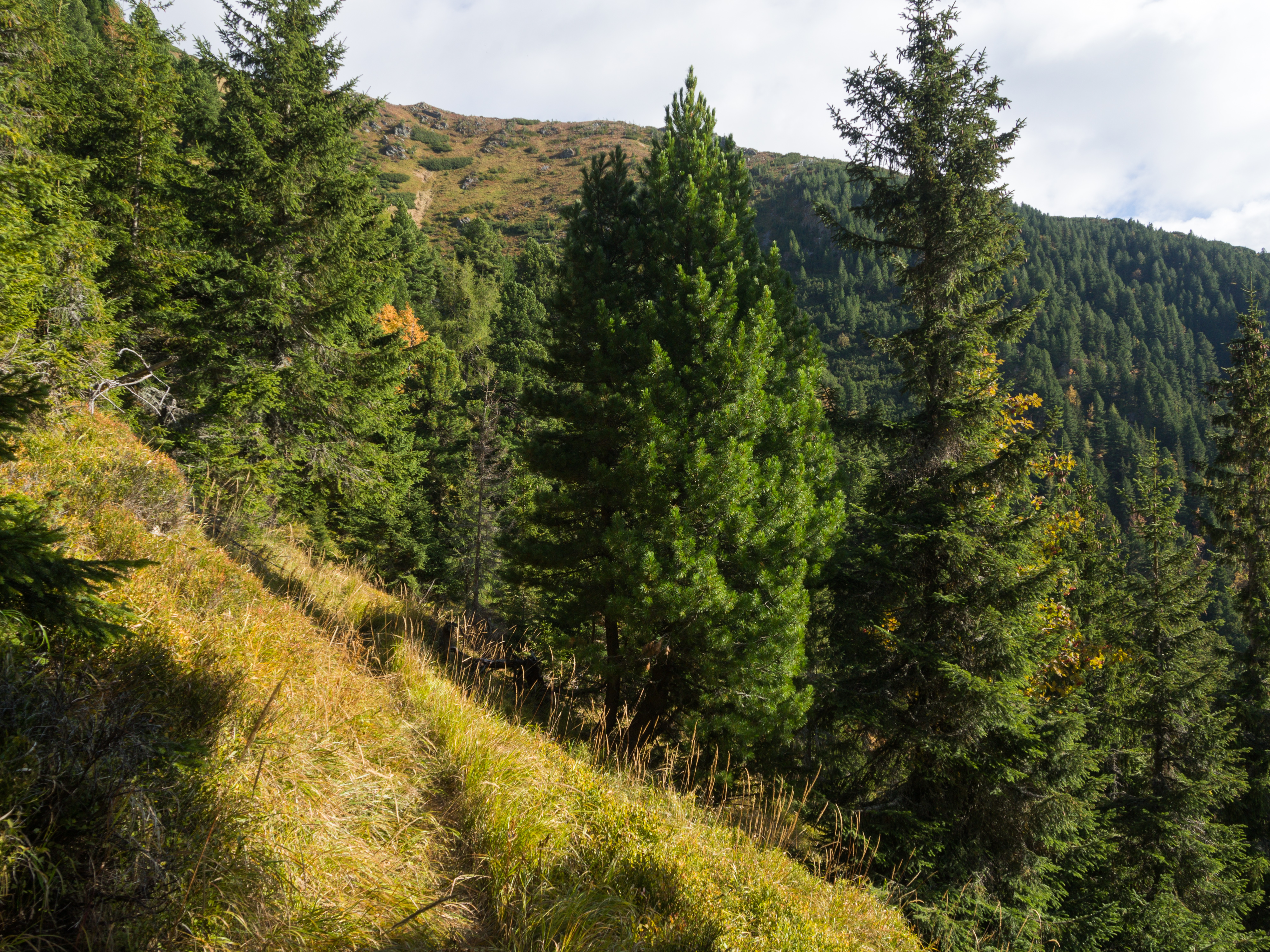
Ścieżka na zboczach żlebu opisanego jako Skryte Korycisko przez Władysława Cywińskiego

Skryte Korycisko – żleb w Liptowskich Kopach w słowackich Tatrach. Wcina się w południowo-zachodni grzbiet Krzyżnego Liptowskiego i opada do dna Doliny Koprowicy. Jest jednym z czterech wielkich żlebów tego ramienia Krzyżnego Liptowskiego. W kolejności od góry w dół są to: Czerwone Korycisko, Zabijak, Pośredni Żleb i Skryte Korycisko. Zimą schodzą nimi lawiny. Górną część żlebu przecina ścieżka Zachodniej Obwodnicy, ale Liptowskie Kopy to obszar ochrony ścisłej Tatrzańskiego Parku Narodowego z zakazem wstępu.
Władysław Cywiński w przewodniku wspinaczkowym Tatry. Szpiglasowy Wierch jako Skryte Korycisko przedstawił żleb podpisywany w opracowaniach kartograficznych jako Zabijak, na co wskazują opisy przebiegu ścieżek. Połączenie tego żlebu z Koprowicą znajduje się na wysokości 1182 m. Szczególnie bujnie rosną w nim limby, występują one tu najliczniej spośród odgałęzień Doliny Koprowicy.
Na większości map jako Skrytý žľab bądź Skrytý jarok (w wersji polskiej Skryty Żleb) zaznaczana jest dolinka uchodząca bezpośrednio do Doliny Cichej Liptowskiej w niewielkiej odległości na południe od wylotu Doliny Koprowicy. Jeszcze inną lokalizację prezentuje słowacka cyfrowa mapa zasadnicza, na której pod nazwą Skrytý žľab funkcjonuje najniższe lewostronne odgałęzienie Doliny Koprowicy. Miejsce połączenia tego żlebu z główną osią Koprowicy znajduje się na wysokości 1117 m.